# Nikolai Wassiljewitsch Trussow
Nikolai Wassiljewitsch Trussow (russisch Николай Васильевич Трусов, englische Transkription Nikolay Trusov; * 2. Juli 1985 in Leningrad, Russische SFSR) ist ein ehemaliger russischer Radrennfahrer.

## Karriere
Im Juniorenbereich war Trussow vor allem im Bahnradsport erfolgreich. Seine größten Erfolge in dieser Zeit waren die Titelgewinne bei den Bahnweltmeisterschaften der Junioren 2003 in der Mannschaftsverfolgung und im Madison.
Im Erwachsenenbereich verlagerte sich seinen Schwerpunkt auf die Straße. Trussow gelang im Jahr 2005 bei der Clásica Memorial Txuma sein erster internationaler Sieg. In den Jahren 2007 und 2008 fuhr er für das Professional Continental Team Tinkoff Credit System und bestritt mit dem Giro d’Italia 2007 seine erste Grand Tour, die er als 132. beenden konnte. 2008 nahm er an den Olympischen Sommerspielen in Peking teil und belegte auf der Bahn mit der russischen Mannschaft den sechsten Platz in der Mannschaftsverfolgung.
In den Saisons 2009 bis 2011 fuhr Trussow beim UCI ProTeam Katusha. Für diese Mannschaft gelang ihm mit einem Etappensieg bei der Katalonien-Rundfahrt 2009 den wichtigsten und gleichzeitig letzten Sieg seiner Karriere. Danach konnte er an seinen ProTour-Erfolg nicht mehr anschließen, bestes Ergebnis in den 2010er Jahren war der zweite Platz bei der Kampioenschap van Vlaanderen 2015.
Nach der Saison 2019 beendete Trussow im Alter von 34 Jahren seine Karriere als Radrennfahrer.

## Erfolge
2002
- Europameister – Einerverfolgung (Junioren)

2003
- Weltmeister – Mannschaftsverfolgung (Junioren) mit Kirill Demura, Michail Ignatjew und Anton Mindlin
- Weltmeister – Madison (Junioren) mit Michail Ignatjew
- Europameister – Mannschaftsverfolgung (Junioren) mit Michail Ignatjew, Wladimir Isajtschew und Anton Mindlin

2005
- Clásica Memorial Txuma

2007
- eine Etappe Tour of Britain

2009
- eine Etappe Katalonien-Rundfahrt
- Duo Normand (mit Artjom Owetschkin)

2016
- Mannschaftszeitfahren Kroatien-Rundfahrt

2018
- Sprintwertung Abu Dhabi Tour

## Grand-Tour-Platzierungen
| Grand Tour            | 2007 | 2008 | 2009 |
| --------------------- | ---- | ---- | ---- |
| Giro d’ItaliaGiro     | 133  | 114  | –    |
| Tour de FranceTour    | –    | –    | 118  |
| Vuelta a EspañaVuelta | –    | DNF  | –    |